# Amata damarensis
Amata damarensis är en fjärilsart som beskrevs av Karl Grünberg 1910. Amata damarensis ingår i släktet Amata och familjen björnspinnare. Inga underarter finns listade i Catalogue of Life.